# Ossaea
Ossaea är ett släkte av tvåhjärtbladiga växter. Ossaea ingår i familjen Melastomataceae.

## Dottertaxa tillOssaea, i alfabetisk ordning[1]
- Ossaea acunae
- Ossaea amygdaloides
- Ossaea angustifolia
- Ossaea anomala
- Ossaea araneifera
- Ossaea asperifolia
- Ossaea asplundii
- Ossaea baracoensis
- Ossaea boekei
- Ossaea boliviensis
- Ossaea brachystachya
- Ossaea brachystemon
- Ossaea bracteata
- Ossaea brenesii
- Ossaea brunescens
- Ossaea buchtienii
- Ossaea bullifera
- Ossaea cabraliensis
- Ossaea capillaris
- Ossaea capitata
- Ossaea cinnamomifolia
- Ossaea coarctiflora
- Ossaea cogniauxii
- Ossaea confertiflora
- Ossaea congestiflora
- Ossaea consimilis
- Ossaea coriacea
- Ossaea costata
- Ossaea cubana
- Ossaea cucullata
- Ossaea cuneata
- Ossaea ekmanii
- Ossaea elliptica
- Ossaea euphorbioides
- Ossaea filisepala
- Ossaea flaccida
- Ossaea fragilis
- Ossaea glomerata
- Ossaea grandifolia
- Ossaea granulata
- Ossaea heterotricha
- Ossaea hirsuta
- Ossaea hirtella
- Ossaea hypoglauca
- Ossaea incerta
- Ossaea involucrata
- Ossaea krugii
- Ossaea lanata
- Ossaea lanceolata
- Ossaea laxivenula
- Ossaea loligomorpha
- Ossaea macrophylla
- Ossaea marginata
- Ossaea mavacana
- Ossaea meridionalis
- Ossaea micarensis
- Ossaea micrantha
- Ossaea microphylla
- Ossaea moaensis
- Ossaea munizii
- Ossaea muricata
- Ossaea navasensis
- Ossaea neurotricha
- Ossaea nipensis
- Ossaea ottoschmidtii
- Ossaea ovatifolia
- Ossaea palenquensis
- Ossaea parvifolia
- Ossaea pauciflora
- Ossaea petiolaris
- Ossaea pilifera
- Ossaea pinetorum
- Ossaea pseudopinetorum
- Ossaea pulchra
- Ossaea pulverulenta
- Ossaea quadrisulca
- Ossaea quinquenervia
- Ossaea ramboi
- Ossaea resinosa
- Ossaea retropila
- Ossaea robusta
- Ossaea rubescens
- Ossaea rubrinervis
- Ossaea rufescens
- Ossaea rufibarbis
- Ossaea sanguinea
- Ossaea secundiflora
- Ossaea sessilifolia
- Ossaea shaferi
- Ossaea sparrei
- Ossaea spicata
- Ossaea sulbahiensis
- Ossaea suprabasalis
- Ossaea trianaei
- Ossaea turquinensis
- Ossaea urbaniana
- Ossaea warmingiana
- Ossaea vazquezii
- Ossaea verrucosa
- Ossaea wilsonii
- Ossaea wrightii
- Ossaea zvetankae